# Schloss Borlinghausen

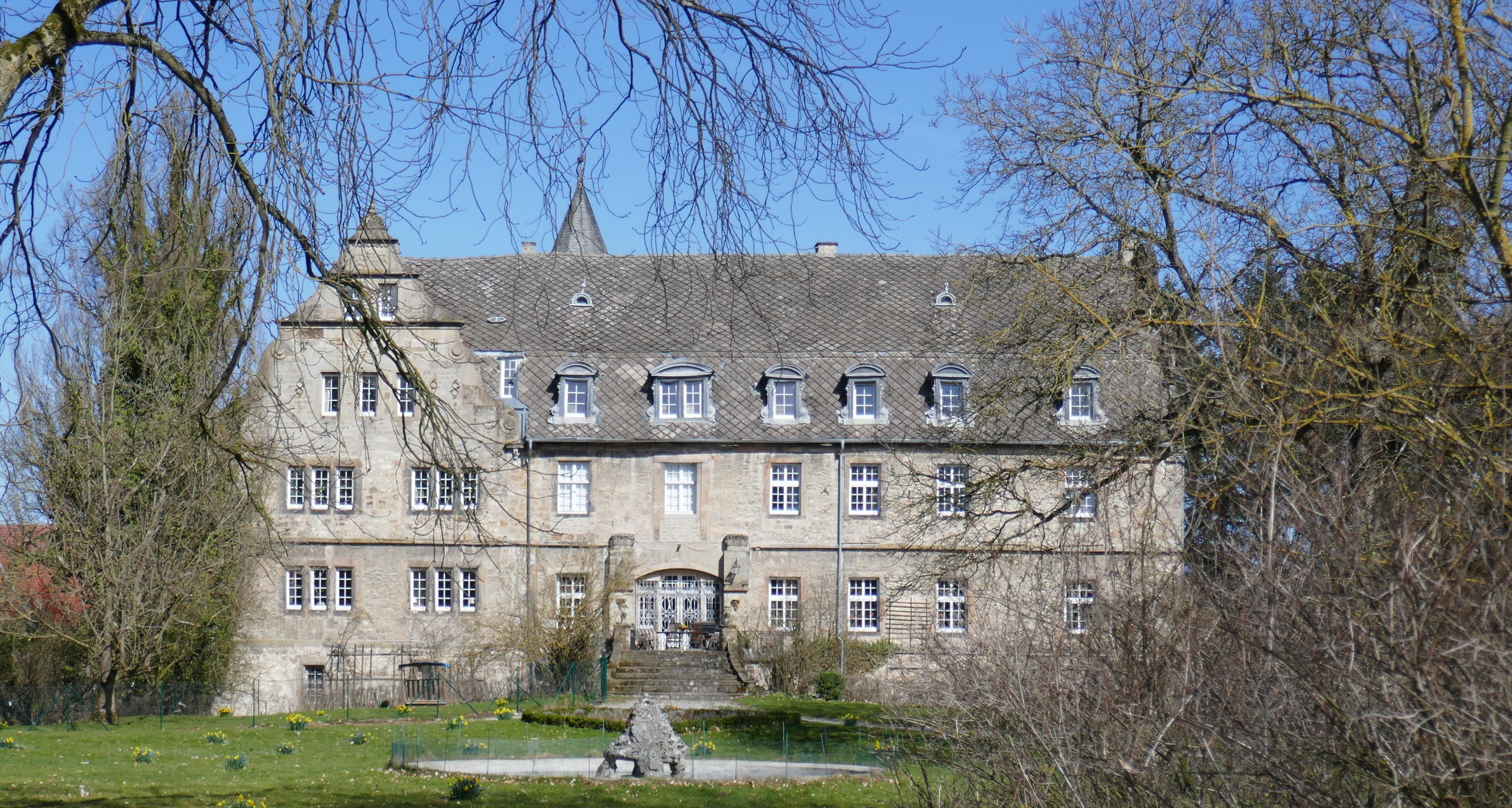
Schloss Borlinghausen 2021

Schloss Borlinghausen ist ein 1587 erbautes Wasserschloss in Borlinghausen, einem Ortsteil der Gemeinde Willebadessen im Kreis Höxter. Es befindet sich heute in Besitz der Freiherren von Weichs und ist als Baudenkmal eingetragen.

## Geschichte
Der Ort ist zum ersten Mal in einer Schenkungsurkunde König Heinrichs IV. vom 8. Dezember 1065 unter dem Namen Burchartinchusen (Haus der Burchart) erwähnt.
Der älteste Teil des bestehenden Schlosses wurde vor 1411 errichtet, denn in jenem Jahr belehnten die Grafen von Waldeck den Ritter Gerd von Spiegel zu Peckelsheim mit Dorf, Burg und Kirchlehen in Borlinghausen. Im Erbgang kam Borlinghausen dann an Johann von Spiegel zu Peckelsheim, Erbmarschall des Hochstifts Paderborn, dem auch Schweckhausen, Holtheim und Ikenhausen sowie Höfe, Hufen, Zehnten und andere Rechte in Peckelsheim, Drankhausen, Willegassen, Löwen und Körbecke gehörten. Nach seinem Tod 1559 wurde das Erbe 1577 unter seinen vier Söhnen Georg, Werner, Raban und David geteilt. Borlinghausen ging an Werner von Spiegel, der bereits 1567 Nachfolger seines Vaters als Erbmarschall des Fürstbischofs von Paderborn geworden war. Er ließ sich die Burg im Stil der Weserrenaissance wesentlich vergrößern. Laut einer Inschrift wurde der Bau 1587 beendet.
Werner von Spiegel starb 1594 und wurde von seinem unmündigen Sohn Johann beerbt. 1755 gehörte der Besitz seinem Nachfahren, dem Erbmarschall Johann Heinrich von Spiegel, einem früheren Offizier in Diensten des Herzogtums Braunschweig, der das Schloss 1779 umbauen ließ. 1789 erbte dessen einziger Sohn Karl Franz Theodor den Besitz. Nach 1807 wurde der Freiherr von Spiegel-Borlinghausen, Kammerherr Jérôme Bonapartes, sein Sohn diente 1813 als Hauptmann in dessen Armee. 1822 erbte Karl Josef von Spiegel Gut Borlinghausen und hinterließ es 1832 seinem einzigen Kind Marie Louise, die 1835 den Freiherrn Franz Karl von Elmendorff heiratete.

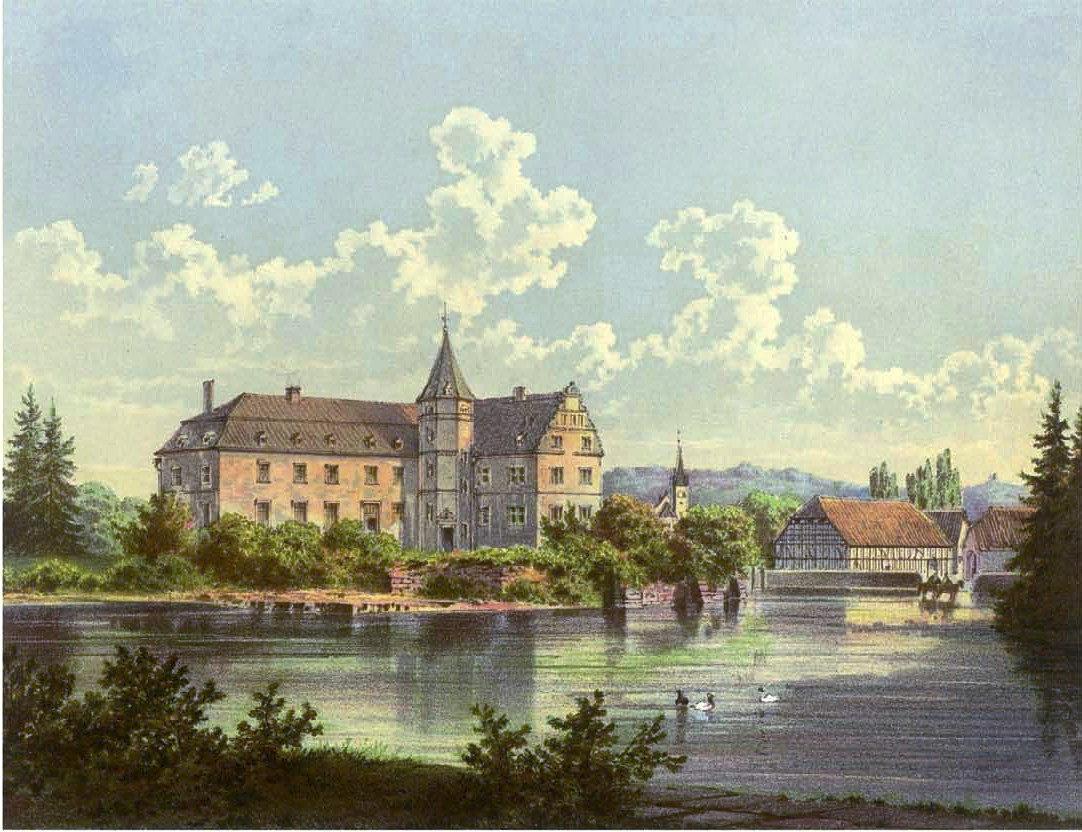
Schloss Borlinghausen um 1860, Sammlung Alexander Duncker

1839 wurde Borlinghausen an den protestantischen Bankier Bierbaum aus Braunschweig verkauft. Er hatte Louise sieben Jahre zuvor 44.000 Taler geliehen, damit sie ihre Mutter und ihren Onkel auszahlen konnte. Bierbaum schenkte das Gut seinem ältesten Sohn Julius, der 1847 für seine Ehefrau auf dem Kamm des Eggegebirges 431 m über NN einen Wart- und Aussichtsturm errichten ließ, der noch heute den Namen „Bierbaums Nagel“ trägt. Von hier aus konnte sie bei klarem Wetter den Herkules, das Wahrzeichen ihrer Geburtsstadt Kassel, sehen. 1860 verkaufte Julius Bierbaum Borlinghausen an Oswald von Wendt, einen ehemaligen katholischen Oberstleutnant in der Österreichisch-ungarischen Armee, der von 1869 bis 1872 die Borlinghausener Kirche St. Maria Hilfe der Christen erbauen ließ. 1877 starb Oswald von Wendt unvermählt. Seine Schwester Leonia, die 1837 Oscar Laurent de Marchant et d’Ansembourg geheiratet hatte, erbte das Gut. Sie überließ es 1880 ihrer Tochter Marie, die mit dem Grafen Franz zu Stolberg-Stolberg aus Westheim verheiratet war.  Nach seinem Tod im Jahr 1912 verkaufte sein Sohn Josef das Gut Borlinghausen an Berta Freifrau von Fürstenberg, die Ehefrau Pauls von Fürstenberg aus Körtlinghausen. Sie war eine Tochter des langjährigen Reichstagspräsidenten Franz von Ballestrem.
1926 kaufte Klemens Reichsfreiherr von Weichs zur Wenne Schloss und Gut Borlinghausen, nach dem Verkauf des von Bergschäden bedrohten Schlosses Bladenhorst. Er war verheiratet mit Maria Gräfin von Galen, einer Nichte des Münsteraner Kardinals Clemens August Graf von Galen. Mitglieder der weitverzweigten Familie von Weichs leben noch heute im Schloss.

## Baubestand
Das von einer Gräfte umgebene Wasserschloss steht etwas abseits vom Dorf in einem Park. Das winkelförmige Gebäude hat zwei Geschosse über einem hohen Kellersockel und wird durch einen achteckigen, im Winkel stehenden Treppenturm erschlossen. Der kürzere Flügel beinhaltet noch Reste des gotischen Vorgängerbaus mit gotischen Fensterumrahmungen und Resten eines Wasserschlaggesimses. Die Dachgiebel sind im Stil der Weserrenaissance verziert und wurden 1898/99 erneuert. Über dem reich verzierten Eingang am Treppenturm befindet sich die Inschrift „WERNER SPIEGEL.1587.CATARINA KANNE“.